# VfB Union-Teutonia 1908 Kiel
VfB Union-Teutonia 1908 Kiel is een voetbalvereniging uit Kiel, in de deelstaat Sleeswijk-Holstein. De club speelde van 1911 tot 1933 nagenoeg onafgebroken in de hoogste speelklasse.

## Geschiedenis
De club werd in 1908 opgericht als FK Union 08 Kiel. FV Teutonia kwam in 1910 tot stand na een fusie tussen Germania, Nordstern en FC Altstadt.
In 1911 promoveert Teutonia naar de Kieler stadsliga, een van de competities van de Noord-Duitse voetbalbond. De club wordt vicekampioen achter Holstein Kiel, dat later dat seizoen nog de landstitel wint. In 1914 vervoegde ook Union 08 Teutonia in de hoogste klasse. Tijdens de Eerste Wereldoorlog worden vele spelers opgeroepen voor het leger. Union en Teutonia bundelen hun krachten in het laatste seizoen onder de naam FK Union Teutonia 08.
Op 3 juli 1919 fusioneerden de clubs officieel en de huidige naam werd aangenomen. Nadat de competitie van Sleeswijk-Holstein gesplitst werd en de clubs uit Kiel verdeeld werden over twee reeksen moest de club het onderspit delven voor Kilia Kiel. In 1927/28 werd de club voor het eerst groepswinnaar en plaatste zich zo voor de Noord-Duitse eindronde. De club verloor in de voorronde van Hannoverscher SV 96 en ging naar de verliezersgroep waar de club laatste werd. De volgende jaren was het FSV Borussia Gaarden dat de club uit de Noord-Duitse eindronde hield.
In 1933 komt de Nationaalsocialistische Duitse Arbeiderspartij aan de macht in Duitsland. Arbeidersclubs worden verboden en Union-Teutonia moet de structuur aanpassen. De club wordt nu ook actief in turnen, handbal en tafeltennis. De regionale competities worden afgeschaft en de clubs uit Sleeswijk-Holstein gaan spelen in de nieuwe Gauliga Nordmark. De club speelt de kwalificaties hiervoor, maar plaatst zich niet. De volgende seizoenen slaagde de club er niet in te promoveren.
De Tweede Wereldoorlog eist een zware tol voor de club, die 85 leden ziet sneuvelen. Na de oorlog worden alle Duitse voetbalclubs ontbonden. Vele clubs worden al snel weer opgericht, maar de Britse bezetter erkent de club niet. Na vele onderhandelingen wordt de club op 13 oktober 1945 toch heropgericht. De handbal en tafeltennisafdeling sluit zich aan bij FT Adler en de club is opnieuw enkel een voetbalclub.
In 1953 promoveert de club naar de Landesliga Sleeswijk-Holstein, een van de tweede klassen van de Oberliga Nord. Na één seizoen degradeert de club terug naar de Bezirksklasse. In 1958 promoveert de club opnieuw en houdt het nu twee seizoenen vol. Vanaf 1 augustus 1959 wordt het huidige stadion Professor-Peters-Platz in gebruik genomen. Door competitiehervormingen, waardoor sinds 1963 nog maar één hoogste klasse is en later ook nog maar één tweede klasse, verdwijnt de club naar de lagere reeksen.
1994/95 was een bizar seizoen voor de club die in de Kreisliga speelde. Ook het tweede elftal speelde in dezelfde klasse en aan de winterstop stond het eerste elftal op de eerste plaats, terwijl het tweede elftal op de laatste plaats stond. Na een hele reeks nederlagen van het eerste elftal en een zegereeks van het tweede elftal, werden de rollen aan het einde van het seizoen omgedraaid. Terwijl het tweede elftal promoveerde naar de Bezirksklasse, degradeerde het eerste elftal. De rollen werden echter omgedraaid.